# St. Simon und Judas (Neustadt)

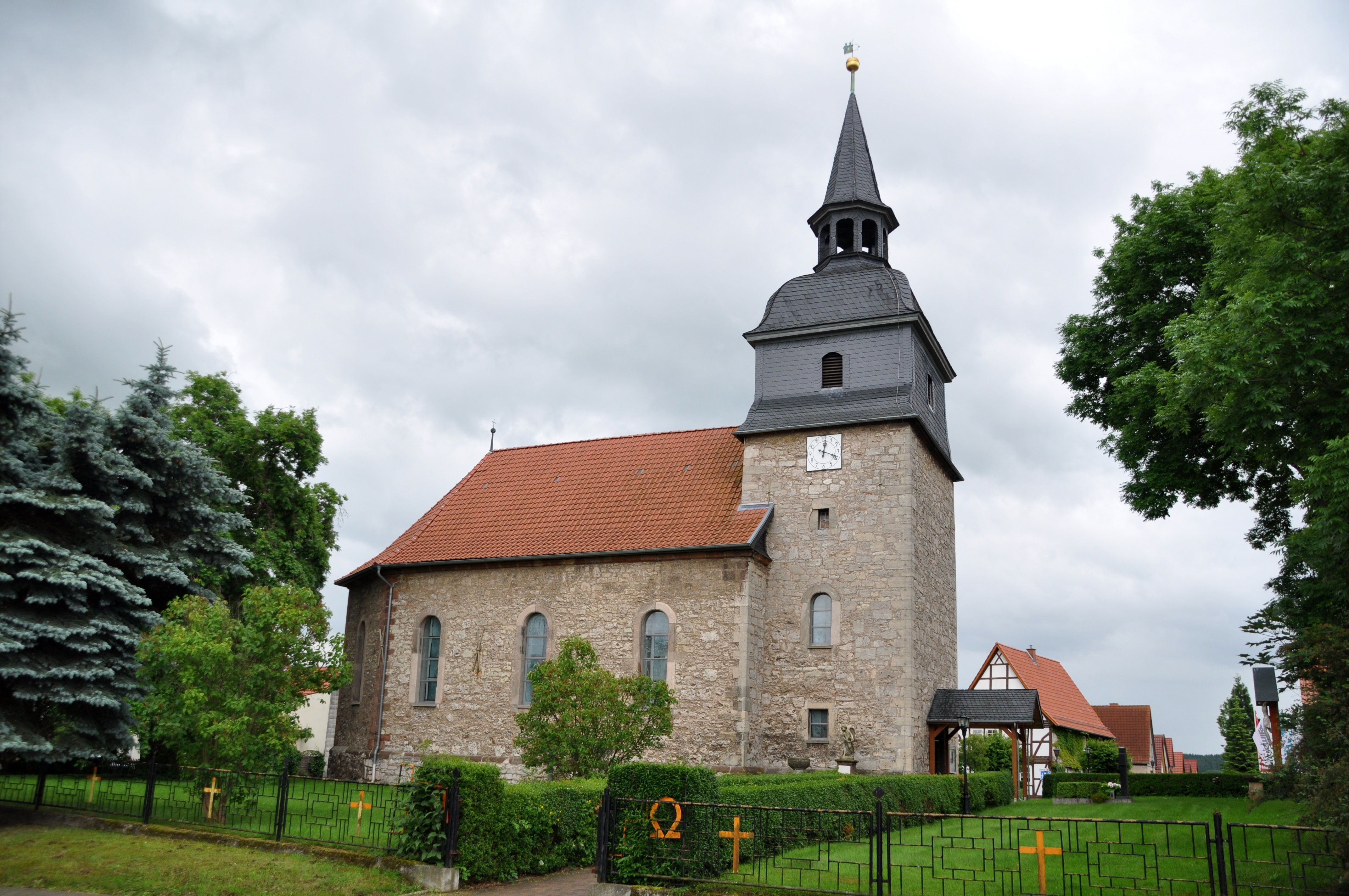
St. Simon und Judas

Die römisch-katholische Filialkirche St. Simon und Judas steht in Neustadt in der Landgemeinde Am Ohmberg im thüringischen Landkreis Eichsfeld. Sie ist Filialkirche der Pfarrei St. Marien Bischofferode im Dekanat Leinefelde-Worbis des Bistums Erfurt. Sie trägt das Patrozinium des heiligen Simon Zelotes und Judas Thaddäus.

## Architektur
Die aus Bruchsteinen 1736 gebaute Saalkirche hat im Osten einen dreiseitigen Chor und im Westen einen schmalen, querrechteckigen Kirchturm. Das oberste Geschoss des Turms, hinter dessen Klangarkaden der Glockenstuhl liegt, ist schiefergedeckt. Darüber befindet sich eine Haube, auf der eine offene Laterne sitzt, die von einer Turmkugel bekrönt ist. Das flachgedeckte Erdgeschoss des Turms ist durch Korbbögen zum kreuzgratgewölbten Kirchenschiff geöffnet.

## Ausstattung

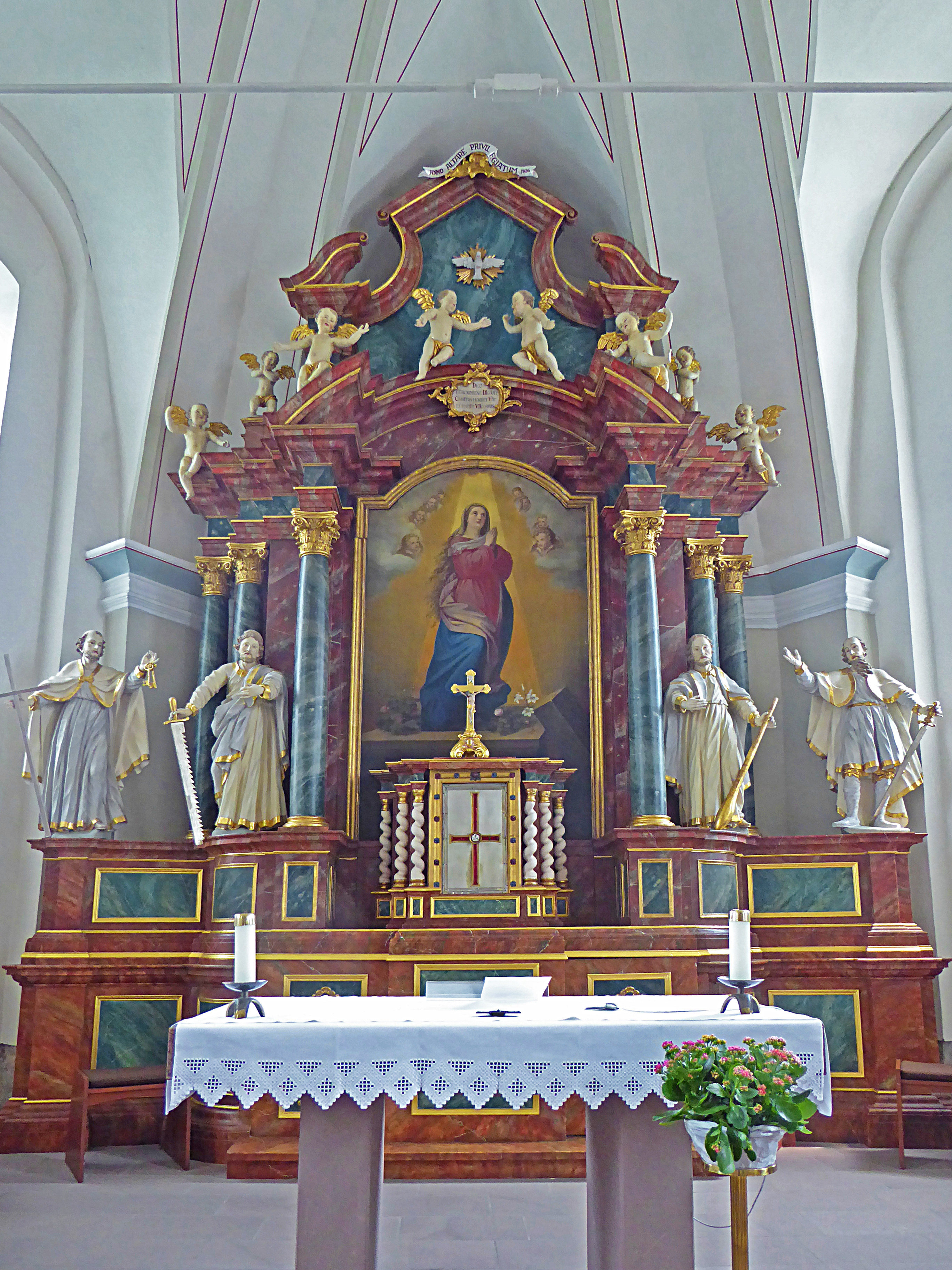
Barockaltar

Der Hochaltar von 1765 stammt aus dem Kloster Gerode. Im Altarretabel ist die Himmelfahrt Mariae dargestellt. An der Südwand befindet sich ein hölzernes Marienbildnis vom Anfang des 18. Jahrhunderts. Das Taufbecken an der Südseite des Turms ist spätromanisch. 

## Orgel

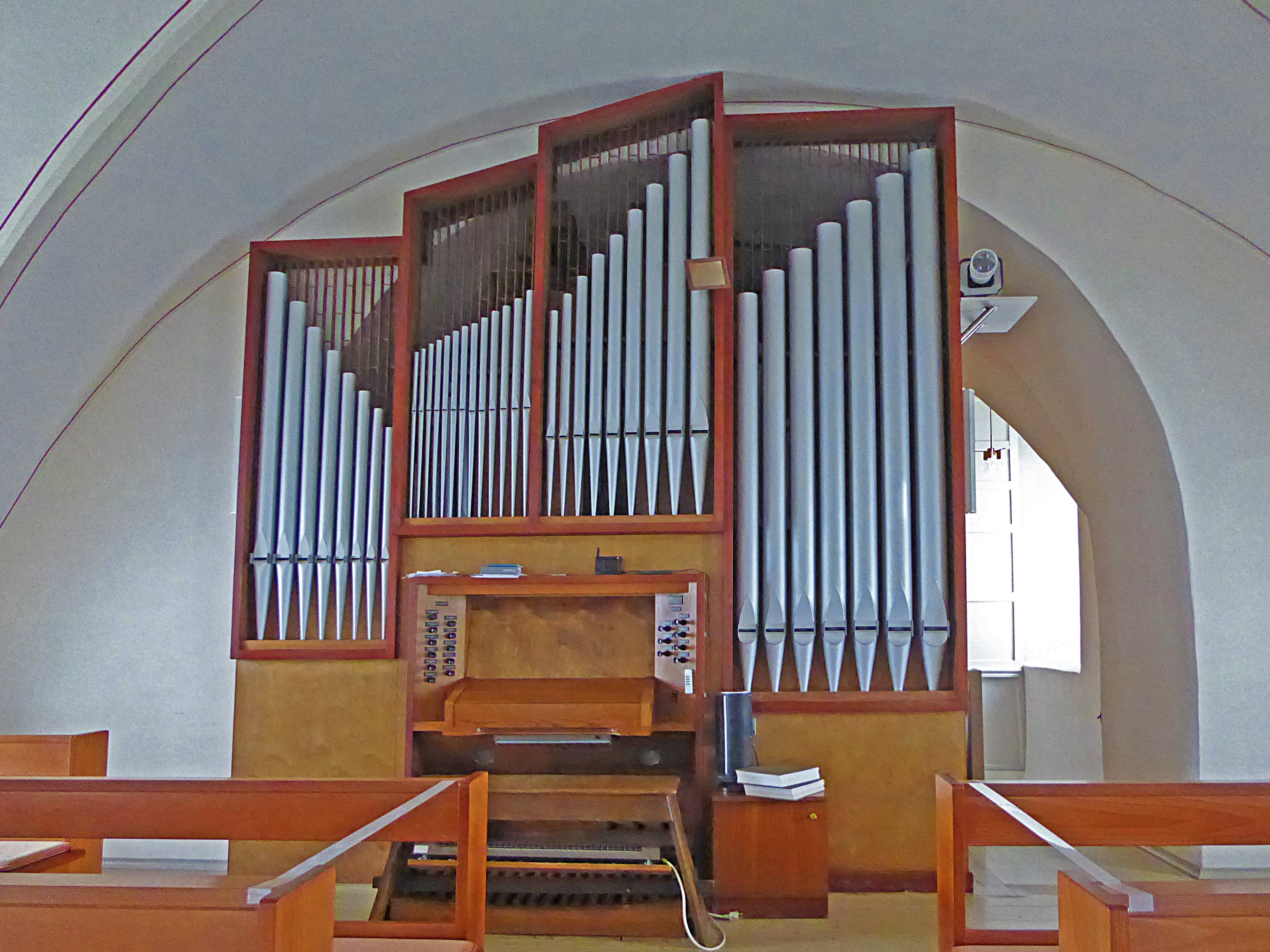
Die Jehmlich-Orgel

Die Orgel mit 18 Registern, verteilt auf 2 Manuale und Pedal, wurde 1965 von Jehmlich Orgelbau gebaut.